# Goree (Texas)
Goree ist eine Stadt im Knox County, Texas in den USA. Das U.S. Census Bureau hat bei der Volkszählung 2020 eine Einwohnerzahl von 158 ermittelt.

## Lage
Der Ort liegt an der Kreuzung des US Highway 277 und im Südosten des Knox County, etwa 135 Meilen nördlich von Abilene.

## Demografie
Die Bevölkerung betrug bei der Volkszählung 2010 203 und sank damit gegenüber den 321 Einwohnern bei der Volkszählung 2000.
| Jahr | Einwohner | %±      |
| ---- | --------- | ------- |
| 1920 | 614       | —       |
| 1930 | 457       | −25,6 % |
| 1940 | 425       | −7,0 %  |
| 1950 | 640       | 50,6 %  |
| 1960 | 543       | −15,2 % |
| 1970 | 538       | −0,9 %  |
| 1980 | 524       | −2,6 %  |
| 1990 | 412       | −21,4 % |
| 2000 | 321       | −22,1 % |
| 2010 | 203       | −36,8 % |
| 2020 | 158       | −24,6 % |

## Geschichte
Siedler kamen um 1886 zum ersten Mal in die Gegend. Bis 1887 gab es eine Siedlung und ein Postamt. Benedicts Laden wurde 1890 von JW McLendon gekauft und mit seiner Post an einen neuen Standort verlegt, der als North Goree bekannt wurde. In der Nähe des umgezogenen Ladens wurde 1901 eine Schule gebaut. 1904 wurde North Goree in Hefner umbenannt.
An seinem Präsidententag begannen 1905 die ersten Pläne für eine neue Gemeinde mit der Ankündigung, dass die Wichita Valley Railroad durch das Gebiet gebaut werden würde. 1906 war ein wichtiges Jahr in der Geschichte von Goree, als die Eisenbahn gebaut wurde und damit Häuser und Geschäfte errichtet wurden und die Gemeinde eine eingetragene Gemeinde wurde. Die Schule wurde im Jahr 1906 verlegt.
Goree hatte 1920 eine Bevölkerung von 614, aber diese Zahl war bis 1940 auf 425 gesunken. Die Zahl der Einwohner stieg 1950 auf 640 an, ging aber im weiteren Verlauf des 20. Jahrhunderts zurück.

## Name
Ursprünglich hieß die Siedlung Riley Springs, später wurde die Gemeinde nach Robert D. Goree, einem Veteranen und Pionier aus dem Knox County, in Goree umbenannt.